# 維瑙

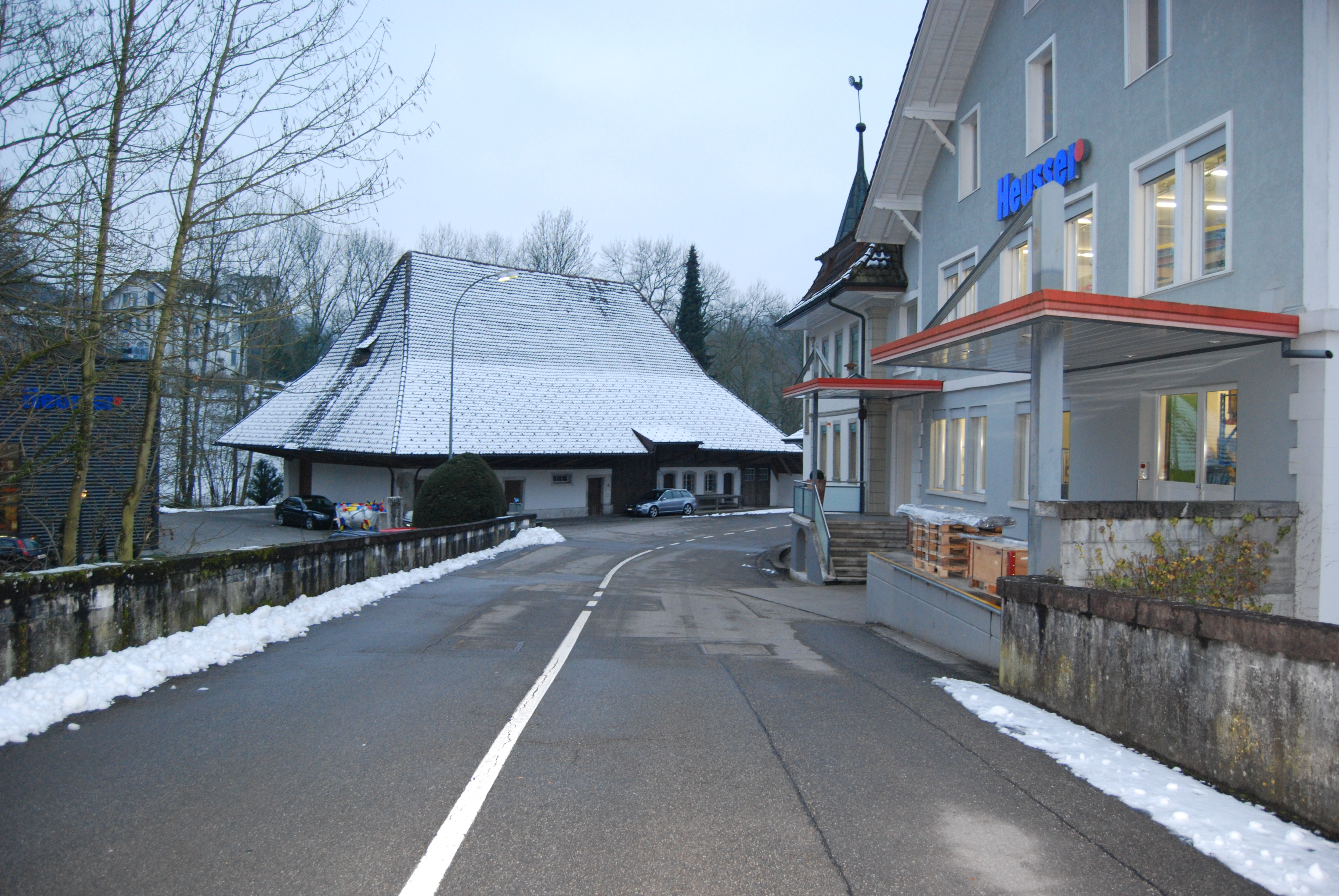

維瑙（德語：Wynau）是瑞士伯恩州的市镇，位於該國中西部，面積5.09平方公里，海拔高度414米，2011年人口1,515，六成人口信奉基督教，人口密度每平方公里298人。